# Fur
 For alternative betydninger, se Fur (flertydig). (Se også artikler, som begynder med Fur)
Fur (den oprindelige stavemåde Fuur ses også) er en ø i Limfjorden – lige nord for Salling og med 732 indbyggere (2025). Den største by på øen er Nederby med 534 indbyggere  (2025). Øen har færgeforbindelse over Fur Sund til Branden på Sallingsiden. Fur hører til Skive Kommune og ligger i Region Midtjylland.
Øen er på 22 km² og var indtil 1860 skovløs. I dag er der skov flere steder. Mod syd er øen lav og frugtbar, mod nord er der højere lyngklædte bakker og klinter med moler, samt jern-sandsten (rødsten). Moleret anvendes til produktion af specialtegl. Desuden er der en produktion af kattegrus. I moleret findes forsteninger, der er ca. 55 millioner år gamle. Forsteninger af dyr og planter kan ses på Fur Museum. Forskellige kræfter arbejder for, at Knude Klint, der ligger på Furs nordvestlige spids skal indstilles til UNESCOs Verdensarvsliste.
De gamle landsbyer på øens sydlige del er nu nærmest vokset sammen til én langstrakt bebyggelse. På øens nordlige og østlige del findes flere sommerhusområder. Øen har en skole med 0. – 6. klassetrin og en skolefritidsordning. Fur Skole var en del af Fursund Skole, der også omfattede skolen i Selde. Skive Kommune valgte at lukke skolen til sommerferien 2014, men det er lykkedes en frivillig gruppe ildsjæle at starte en friskole på øen. Den private institution Fur Børnehus er børnehave og vuggestue under ét tag.
Fur Kirke ligger højt på en gammel havskrænt på øens østside.
Fur besøges hvert år af op mod 250.000 turister, der typisk kommer på en dagsudflugt, med sejlbåd, bor i sommerhus eller på øens eneste campingplads, Fur Camping. Et nyt og meget besøgt udflugtsmål er Fur Bryghus.
Der er færgeoverfart fra Branden til Fur med færgerne Sleipner-Fur og Mjølner-Fur fra hhv. 1996 og 2012. Overfarten tager 3-4 minutter og har dermed 72 afgange i døgnet. De drives af Fursund Fægeri under Skive Kommune.
Den 30. august 2020 styrtede et mindre propelfly af typen Rockwell Commander 114 ned på øen. Ombord på flyet var to par fra Horsens-området, der var lettet tidligere på dagen fra Billund. I flystyrtet omkom to kvinder på stedet, og deres mænd blev hårdt kvæstede, men overlevede ulykken indledningsvist med svære forbrændinger. Den 9. december 2020 døde den ene af mændene af sine kvæstelser, som han pådrog sig ved styrtet. Haverikommisionen konkluderede i deres rapport, at styrtet skete pga. en undervurdering af startdistancen under de gældende vejr- og terrænforhold.
- Færgehavnen i Stenøre
- Parti af den gamle Stendal Molergrav
- Gravhøjen "Bette Jenses Hyw" øverst på bakkerne
- Udsigt i retning af Nederby fra "Bette Jenses Hyw"
- Udsigt ned over "Bispehuen"
- Rødsten
- Klinter lidt øst for Rødsten
- Erosionskløfterne "Langsted Huller"